# Muschelkalkkuppen bei Embken und Muldenau
Muschelkalkkuppen bei Embken und Muldenau este o arie protejată (arie specială de conservare — SAC, sit de importanță comunitară — SCI) din Germania întinsă pe o suprafață de 46,37 ha, integral pe uscat.

## Localizare
Centrul sitului Muschelkalkkuppen bei Embken und Muldenau este situat la coordonatele 50°41′49″N 6°32′41″E / 50.6969°N 6.5447°E.

## Înființare
Situl Muschelkalkkuppen bei Embken und Muldenau a fost declarat sit de importanță comunitară în martie 2001 pentru a proteja un număr necunoscut de specii din flora spontană și fauna sălbatică aflate în arealul zonei. Situl a fost protejat și ca arie specială de conservare în martie 2005.

## Biodiversitate
Situată în ecoregiunea continentală, aria protejată conține 2 habitate naturale: Pajiști uscate seminaturale și facies de acoperire cu tufișuri pe substraturi calcaroase (Festuco-Brometalia) (* situri importante pentru orhidee), Fânețe de joasă altitudine (Alopecurus pratensis, Sanguisorba officinalis).
La baza desemnării sitului se află un număr nedeclarat de specii protejate.
Pe lângă speciile protejate, pe teritoriul sitului au mai fost identificate 12 specii de plante, 2 specii de nevertebrate.